# Rosnay (Vandea)
Rosnay è un comune francese di 548 abitanti situato nel dipartimento della Vandea nella regione dei Paesi della Loira.

## Società

### Evoluzione demografica
Abitanti censiti